# François Da Ros
Pour les articles homonymes, voir Da Ros.

a Compétitions nationales et continentales officielles uniquement.

Dernière mise à jour le 13 juin 2022.
François Da Ros, né le 29 septembre 1983, est un joueur français de rugby à XV évoluant au poste de talonneur.

## Carrière
Né à Albi dans le Tarn, François Da Ros commence le rugby à l'Union athlétique gaillacoise. En reichel, il refuse de rejoindre le club professionnel du SC Albi pour rejoindre le club semi-professionnel de Graulhet. Il travaille alors dans l'agroalimentaire (milieu dont sont issus ses parents, agriculteurs) comme commercial pour deux grossistes en viande,.
Il a débuté à Graulhet, club de Fédérale 1, avant de signer à l'Aviron bayonnais comme troisième talonneur (présence de David Roumieu et d'Ace Tiatia) pour remplacer Matias Cortese. Mais il ne s'impose pas à Bayonne, disputant 34 matches en trois saisons,.
Lors de la saison 2012-2013, il rejoint le CA Brive Corrèze Limousin en tant que joker médical de Guillaume Ribes blessé. Il s'impose alors dans l'effectif corrézien et aide son club à remonter en Top 14.
A l'issue de la saison 2019/2020, il s'engage au Biarritz olympique. Il met un terme à sa carrière à l'issue de la saison 2021/2022.